# Dislokacija
Dislokácije so črtne (linijske) napake v kristalih. Njihov pomen je največji v kovinskih materialih, ker omogočajo plastično deformacijo pri razmeroma majhnih napetostih.
Plastična deformacija kovin brez dislokacij bi se začela šele pri napetosti, ki bi bila enaka petnajstini strižnega modula kovin; torej pri napetostih več 1000 MPa. Toda čisto železo lahko preoblikujemo že pri tako majhnih napetostih, kot je nekaj MPa.